# (12405) Nespoli
(12405) Nespoli est un astéroïde de la ceinture principale.

## Description
(12405) Nespoli est un astéroïde de la ceinture principale. Il fut découvert le 15 septembre 1995 à Sormano par Francesco Manca et Valter Giuliani. Il présente une orbite caractérisée par un demi-grand axe de 2,37 UA, une excentricité de 0,11 et une inclinaison de 5,2° par rapport à l'écliptique.

## Compléments